# تشيب بيك
تشيب بيك (بالإنجليزية: Chip Beck)‏ هو لاعب غولف أمريكي، ولد في 12 سبتمبر 1956 في فاييتفيل في الولايات المتحدة.

## وصلات خارجية
- تشيب بيك على موقع رابطة لاعبي الغولف المحترفين (الإنجليزية)
- تشيب بيك على موقع رابطة اليابان للاعبي الغولف المحترفين (الإنجليزية)
- تشيب بيك على موقع التصنيف العالمي الرسمي للغولف (الإنجليزية)